# RBK-500
RBK-500 este o bombă cu dispersie rusească de 500 de kilograme. Poartă 15 submuniții antitanc SPBE-D dezvoltate de către ONG-ul rus Basalt cu sistem dual de reglare în infraroșu. Munițiile cu dispersie din seria RBK-500, așa cum se vede pe avioanele rusești din Siria, vin în mai multe categorii cu caracteristici externe diferite. Exemplele includ RBK-500 ZAB-2.5M, RBK-500 AO-2.5RT, RBK-500U și RBK-500 PTAB-1M.